# Euploea simmondsi
Euploea simmondsi är en fjärilsart som beskrevs av Edward Bagnall Poulton 1925. Euploea simmondsi ingår i släktet Euploea och familjen praktfjärilar. Inga underarter finns listade i Catalogue of Life.